# محمد حمدي شرف
محمد حمدي محمود شرف الدين (مواليد 15 مارس 1995) هو لاعب كرة قدم مصري، من ناشئي النادي الأهلي، ويلعب حاليًا لنادي بيراميدز في مركز الظهير الأيسر.

وقد انتقل في 26 يناير 2016 إلى نادي المقاولون العرب لمدة ستة أشهر علي سبيل الإعارة ؛ بناءً علي طلب محمد عودة المدير الفني للفريق وقتها لتدعيم الجبهة اليسري و كان يستعان بيه احيانا في الجهه اليمني ، وفي 30 يونيو 2016 نجح النادي المصري في التعاقد معه لمدة 3 مواسم في صفقة انتقال حر ؛ حيث كان ضمن اللاعبين الذين استغنى عنهم الأهلي رسميًّا في هذا الموسم.

## إحصائيات مشاركاته
آخر تحديث في 5 يوليو 2018

### مع الأندية
| الفريق          | الموسم    | الدوري  | الدوري | الكأس   | الكأس | البطولات القارية | البطولات القارية | بطولات أخرى | بطولات أخرى | الإجمالي | الإجمالي |
| الفريق          | الموسم    | مشاركات | أهداف  | مشاركات | أهداف | مشاركات          | أهداف            | مشاركات     | أهداف       | مشاركات  | أهداف    |
| --------------- | --------- | ------- | ------ | ------- | ----- | ---------------- | ---------------- | ----------- | ----------- | -------- | -------- |
| النادي الأهلي   | 2014–2015 | 3       | 0      | 0       | 0     | 0                | 0                | —           | —           | 3        | 0        |
| النادي الأهلي   | الإجمالي  | 3       | 0      | 0       | 0     | 0                | 0                | —           | —           | 3        | 0        |
| المقاولون العرب | 2015–2016 | 2       | 0      | 1       | 0     | —                | —                | —           | —           | 3        | 0        |
| المقاولون العرب | الإجمالي  | 2       | 0      | 1       | 0     | —                | —                | —           | —           | 3        | 0        |
| المصري          | 2016–2017 | 33      | 1      | 5       | 0     | 4                | 0                | 1           | 0           | 43       | 1        |
| المصري          | 2017–2018 | 32      | 1      | 2       | 0     | 8                | 0                | 0           | 0           | 42       | 1        |
| المصري          | الإجمالي  | 65      | 2      | 7       | 2     | 12               | 0                | 1           | 0           | 85       | 2        |

## روابط خارجية
- محمد حمدي